# سیارک ۴۷۴۷
سیارک ۴۷۴۷ (به انگلیسی: 4747 Jujo، نامگذاری:1989WB) چهار هزار و هفتصد و چهل و هفتمین سیارک کشف شده‌است که در ۱۹ نوامبر ۱۹۸۹ کشف شد.
قدر مطلق سیارک برابر ۱۱٫۵۰ است.